# Presidenti dell'Iraq
I presidenti dell'Iraq dal 1958 (abolizione della monarchia, regnante re Faysal II) ad oggi sono i seguenti.

## Lista
| Presidente                               | Presidente                         | Presidente                         | Presidente | Partito                            | Elezioni                           | Mandato                            | Mandato                            |
| Presidente                               | Presidente                         | Presidente                         | Presidente | Partito                            | Elezioni                           | Inizio                             | Fine                               |
| • Iraq Pre Ba'thista (1958–1968) •       | • Iraq Pre Ba'thista (1958–1968) • | • Iraq Pre Ba'thista (1958–1968) • | • Iraq Pre Ba'thista (1958–1968) • | • Iraq Pre Ba'thista (1958–1968) • | • Iraq Pre Ba'thista (1958–1968) • | • Iraq Pre Ba'thista (1958–1968) • | • Iraq Pre Ba'thista (1958–1968) • |
| ---------------------------------------- | ---------------------------------- | ---------------------------------- | --- | ---------------------------------- | ---------------------------------- | ---------------------------------- | ---------------------------------- |
| 1                                        |                                    |                                    | Muḥammad Najīb al-Rubāʿī محمد نجيب الربيعي (1904 – Baghdad, 1965) | Militare                           |                                    | 14 luglio 1958                     | 8 febbraio 1963                    |
| 2                                        |                                    |                                    | ʿAbd al-Salām ʿĀref عبد السلام عارف (Baghdad, 21 marzo 1921 – tra Al-Qurna e Bassora, 13 aprile 1966)                                                                | Unione Socialista Araba            |                                    | 8 febbraio 1963                    | 13 aprile 1966                     |
| –                                        |                                    |                                    | ʿAbd al-Raḥmān al-Bazzāz عبد الرحمن البزاز facente funzione | Unione Socialista Araba            |                                    | 13 aprile 1966                     | 16 aprile 1966                     |
| 3                                        |                                    |                                    | ʿAbd al-Raḥmān ʿĀref عبد السلام عارف (Baghdad, 14 aprile 1916 – Amman, 24 agosto 2007)                                                                               | Unione Socialista Araba            |                                    | 16 aprile 1966                     | 17 luglio 1968                     |
| • Iraq Ba'thista (1968–2003) •           |                                    |                                    | |                                    |                                    |                                    |                                    |
| 4                                        |                                    |                                    | Aḥmad Ḥasan al-Bakr أحمد حسن البكر (Tikrit, 1º luglio 1914 – Baghdad, 4 ottobre 1982)                                                                                | Partito Ba'th                      |                                    | 17 luglio 1968                     | 16 luglio 1979                     |
| 5                                        |                                    |                                    | Saddām Ḥusayn صدام حسين (Tikrit, 28 aprile 1937 – Baghdad, 30 dicembre 2006)                                                                                         | Partito Ba'th                      | 1995, 2002                         | 16 luglio 1979                     | 9 aprile 2003                      |
| • Iraq Governo provvisorio (2003–2004) • |                                    |                                    | |                                    |                                    |                                    |                                    |
| –                                        | –                                  |                                    | Autorità Provvisoria della Coalizione (Leader: Jay Garner, poi Lewis Paul Bremer)                                                                                    | -                                  | ad interim                         | 21 aprile 2003                     | 28 giugno 2004                     |
| • Iraq (dal 2004) •                      |                                    |                                    | |                                    |                                    |                                    |                                    |
| –                                        |                                    |                                    | Ghāzī Mashʿal ʿAjīl al-Yāwar غازي مشعل عجيل الياور (Mosul, 1958 – )                                                                                                  | Indipendente                       | ad interim                         | 28 giugno 2004                     | 7 aprile 2005                      |
| 6                                        |                                    |                                    | Jalal Talabani curdo: جهلال تالهبانی, Celal Talebanî; turco: Çelal Talebani; Arabo جلال طالباني, Jalāl Ṭālabānī (Kelkan, 12 novembre 1933 – Berlino, 3 ottobre 2017) | Unione Patriottica del Kurdistan   | ad interim, 2006, 2010             | 7 aprile 2005                      | 24 luglio 2014                     |
| 7                                        |                                    |                                    | Fuʾād Maʿṣūm arabo: محمد فؤاد معصوم, Muḥammad Fūʾād Maʿṣūm; in curdo: فوئاد مەعسووم (Koya, 1º gennaio 1938 – )                                                       | Unione Patriottica del Kurdistan   | 2014                               | 24 luglio 2014                     | 2 ottobre 2018                     |
| 8                                        |                                    |                                    | Barham Ṣāliḥ به‌رهه‌م ئه‌حمه‌د ساڵح (Sulaymaniyya, 12 settembre 1960 – )                                                                                                 | Unione Patriottica del Kurdistan   | 2018                               | 2 ottobre 2018                     | 13 ottobre 2022                    |
| 9                                        |                                    |                                    | Abdul Latif Rashid لەتیف ڕەشید (Sulaymaniyya, 10 agosto 1944 – ) | Unione Patriottica del Kurdistan   | 2022                               | 13 ottobre 2022                    | in carica                          |